# Cultura di Bishkent

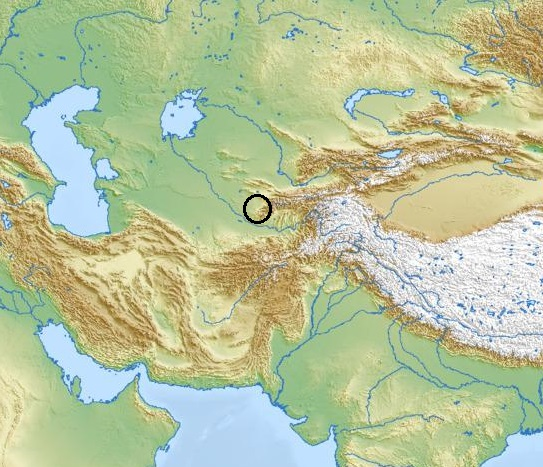
Il luogo in cui si sviluppò la cultura

La cultura di Bishkent o cultura Beshkent è una cultura archeologica della tarda età del bronzo del Tagikistan meridionale, risalente circa al 1700-1500 a.C. È noto principalmente per i suoi cimiteri, che sembrano essere stati utilizzati dai pastori nomadi.
La cultura Bishkent è stata vista come un possibile contributore alla cultura dello Swat, che a sua volta è spesso associata ai primi movimenti indoariani nell'India nord-occidentale.